# Tata Indigo XL
O Indigo Indigo XL é uma perua da Tata Motors baseada no Índigo .